# Batalhão de Polícia Militar Ambiental (PMDF)
O Batalhão de Polícia Militar Ambiental (BPMA) é uma unidade brasileira, subordinada ao Comando de Policiamento Especializado (CPESP) da Polícia Militar do Distrito Federal (PMDF).

## Historia e Função
A unidade foi criada através do decreto Nº 11.124 de 10 de Junho de 1988, sendo denominada Companhia de Polícia Militar Florestal. Em 2010, com a edição do Decreto Nº 31.793, criou-se na estrutura da PMDF o Batalhão de Polícia Militar Ambiental.
O Batalhão Ambiental tem como função, executar o policiamento ostensivo florestal, lacustre, fluvial e de mananciais em todo o Distrito Federal; e outras unidades da federação mediante convênio, com vistas à conservação da biodiversidade e garantia da qualidade de vida em todas as suas formas.
As ações específicas do Batalhão Ambiental são desenvolvidas através da Educação Ambiental, bem como da proteção direta à fauna, flora e recursos hídricos diante das atividades, não autorizadas, capazes de causar dano ambiental.
O BPMA completa, no ano de 2021, 33 anos de atividades voltadas à segurança pública e proteção ambiental da Capital da República.